# Orbione thielemanni
Orbione thielemanni is een pissebed uit de familie Bopyridae. De wetenschappelijke naam van de soort is voor het eerst geldig gepubliceerd in 1931 door Hugo Frederik Nierstrasz & Brender à Brandis.